# Маний Ацилий Глабрион (консул 186 г.)
Вижте пояснителната страница за други личности с името Маний Ацилий Глабрион.
Маний Ацилий Глабрион (на латински: Manius Acilius Glabrio) e политик и сенатор на Римската империя през 2 век.

## Биография
Глабрион e патриций от фамилията Ацилии и син на Маний Ацилий Глабрион (консул 152 г.).
През 173 г. той е суфектконсул. През 186 г. Глабрион е консул заедно с император Комод. След смъртта на Комод (31 декември 192 г.) му се предлага от Пертинакс да стане император, което той отказва.

## Деца
- Маний Ацилий Фаустин, консул през 210 г.